# كورت ياجير
كورت ياجير (بالإنجليزية: Kurt Yaeger)‏ هو عارض ودراج ومخرج وممثل أمريكي، ولد في 3 يناير 1977 بسان فرانسيسكو في الولايات المتحدة.

## أعمال

### أفلام
- (2007) حرب تشارلي ويلسون

## وصلات خارجية
- كورت ياجير على موقع IMDb (الإنجليزية)
- كورت ياجير على موقع ألو سيني (الفرنسية)
- كورت ياجير على موقع أول موفي (الإنجليزية)
- كورت ياجير على موقع قاعدة بيانات الفيلم (الإنجليزية)
- كورت ياجير على موقع كينوبويسك (الروسية)